# Анна от Прусия (1576 – 1625)
Анна от Прусия (на немски: Anna von Preußen, * 3 юли 1576 в Кьонигсберг, † 30 август 1625 в Берлин) от рода на Хоенцолерните е принцеса от Прусия и чрез женитба курфюрстиня на Бранденбург (1608 – 1619).
Тя е най-възрастната дъщеря на херцог Албрехт Фридрих от Прусия (1553–1618) от род Хоенцолерн и съпругата му Мария Елеонора от Юлих-Клеве-Берг (1550–1608).
Анна се омъжва на 30 октомври 1594 г. в Кьонигсберг за маркграф Йохан Сигизмунд от Бранденбург (1572–1619), по-късен курфюрст на Бранденбург от фамилията Хоенцолерн. Те живеят в Цехлин. Той поема управлението на Бранденбург през 1608 г. и скоро се забелязва неговата слабост. През 1612 г. Йохан Зигизмунд купува херцогство Прусия. Анна участва активно и самостоятелно в политиката. Те имат децата:
- Георг Вилхелм (1595–1640), курфюрст и маркграф на Бранденбург
- Анна София (1598–1659)

∞ 1614 херцог Фридрих Улрих от Брауншвайг-Волфенбютел (1591–1634)
- Мария Елеонора (1599–1655)

∞ 1620 крал Густав II Адолф от Швеция (1594–1632)
- Катарина (1602–1644)

∞ 1. 1626 княз Габриел Бетлен от Княжество Трансилвания (1580–1629)
∞ 2. 1639 херцог Франц Карл фон Саксония-Лауенбург (1594–1660)
- Йоахим Зигизмунд (1603–1625)
- Агнес (1606–1607)
- Йоахим Фридрих (1607–1608)
- Албрехт Христиан (*/† 1609)